# John Abercrombie
John Laird Abercrombie (16. december 1944 i New York - 22. august 2017) var en amerikansk jazzguitarist.
Abercrombie var mest kendt med sine egne grupper, som begyndte i 1970´erne. Han har indspillet mange fine plader på pladeselskabet ECM, i en lyrisk fusions avantgardestil. Han har spillet med bl.a. Jack DeJohnette, Ralph Towner, Peter Erskine, Marc Johnson, Jan Hammer, Michael Brecker, John Scofield og Richie Beirach.
Abercrombies første album i eget navn, Timeless fra 1975 blev indspillet med Jack DeJohnette og Jan Hammer fra bl.a. Mahavishnu Orchestra. Albummet blev en kommerciel succes.